# Вилалаго
Вилалаго (итал. Villalago) је насеље у Италији у округу Л'Аквила, региону Абруцо.
Према процени из 2011. у насељу је живело 581 становника. Насеље се налази на надморској висини од 917 м.

## Становништво
| 1931. | 1936. | 1951. | 1961. | 1971. | 1981. | 1991. | 2001. | 2011. |
| ----- | ----- | ----- | ----- | ----- | ----- | ----- | ----- | ----- |
| 1.725 | 1.706 | 1.505 | 1.176 | 879   | 803   | 738   | 636   | 589   |